# Elleanthus dussii
Elleanthus dussii är en orkidéart som beskrevs av Célestin Alfred Cogniaux. Elleanthus dussii ingår i släktet Elleanthus och familjen orkidéer. Inga underarter finns listade i Catalogue of Life.